# NGC 7420
NGC 7420 (другие обозначения — PGC 70017, MCG 5-54-18, ZWG 496.23, KARA 998, NPM1G +29.0474) — спиральная галактика (Sc) в созвездии Пегас.
Этот объект входит в число перечисленных в оригинальной редакции «Нового общего каталога».